# NGC 3178
NGC 3178 ist eine Spiralgalaxie vom Hubble-Typ Sc im Sternbild Wasserschlange. Sie ist schätzungsweise 147 Millionen Lichtjahre von der Milchstraße entfernt.
Das Objekt wurde am 16. März 1836 von John Herschel entdeckt.